# Премуда
Премуда је мало острво у хрватском делу Северног Јадрана. Острво је око 10 km дуго, 1 km широко и има површину од 9,2 km².
Истоимено место на острву има око 50 становника.
Премуда је популарни туристички циљ ронилачког туризма, где рониоци истражују неколико подводних пећина и потонули бојни брод Сент Иштван.